# Parigi-Tours Espoirs 2008
La Parigi-Tours Espoirs 2008, sessantaseiesima edizione della corsa, si svolse il 12 ottobre 2008 su un percorso di 179 km. Fu vinta dal francese Tony Gallopin che giunse al traguardo con il tempo di 3h54'56", alla media di 45,715 km/h. Era valida come evento dell'UCI Europe Tour 2008 categoria 1.2 riservata agli Under 23.
Al traguardo 153 ciclisti portarono a termine il percorso.

## Ordine d'arrivo (Top 10)
| Pos. | Corridore           | Squadra         | Tempo    |
| ---- | ------------------- | --------------- | -------- |
| 1    | Tony Gallopin       | Auber 93        | 3h54'56" |
| 2    | Romain Zingle       | Gobert.com      | s.t.     |
| 3    | Julien Fouchard     | Côtes d'Armor   | s.t.     |
| 4    | Nicolas Edet        | Wilo Agem 72    | a 2"     |
| 5    | Mickaël Damiens     | Albi Vélo Sport | s.t.     |
| 6    | Gaël Malacarne      | Côtes d'Armor   | a 16"    |
| 7    | Jérôme Mainard      | CR4C Roanne     | a 22"    |
| 8    | Jonas Van Genechten | Gobert.com      | a 23"    |
| 9    | Giorgio Brambilla   | Bergamasca      | s.t.     |
| 10   | Daniele Ratto       | Bergamasca      | s.t.     |